# Martha Traoré
Martha Thomsen Traoré (* 8. Januar 1995) ist eine dänische Weitspringerin.

## Sportliche Laufbahn
Ihre ersten internationalen Erfahrungen sammelte Martha Traoré bei den Junioreneuropameisterschaften 2013 in Rieti, bei denen sie mit 5,72 m bereits in der Qualifikation ausschied. Ein Jahr später wurde sie im Finale der Juniorenweltmeisterschaften in den Vereinigten Staaten Zwölfte mit einer Weite von 5,78 m. 2015 stellte sie bei den U23-Europameisterschaften in Tallinn mit 6,45 m einen neuen dänischen U23-Rekord auf und belegte damit Rang sieben. Zwei Jahre später wurde sie bei den U23-Europameisterschaften im polnischen Bydgoszcz erneut Siebte.
Bisher wurde sie sechsmal dänische Meisterin und dreimal Hallenmeisterin im Weitsprung.

## Persönliche Bestleistungen
- Weitsprung: 6,45 m, 12. Juli 2015 in Tallinn
  - Halle: 6,20 m, 22. Februar 2014 in Skive